# Manoir de Saint-Yon
Pour les articles homonymes, voir Saint-Yon.
Le manoir de Saint-Yon, dans le quartier Saint-Clément de Rouen, fut la maison-mère des Frères des Écoles chrétiennes de 1714 à la Révolution française, et la raison de leur appellation de Frères Saint-Yon ou Frères yontains.

## Histoire
Appelé initialement manoir de Hauteville, il prend le nom de Saint-Yon quand Eustache de Saint-Yon, maître à la chambre des comptes de Normandie, en devient propriétaire en 1604, peu après le poète Philippe Desportes.
C'est en 1705 que Jean-Baptiste de La Salle fut appelé à Rouen par le Bureau des pauvres valides de cette ville. Il loue alors, puis acquiert de la marquise de Louvois, nièce du ministre de Louis XIV, le manoir de Saint-Yon, vaste propriété datant du début XVIIe siècle où il fixe le siège central de son Institut naissant : il y transporte son noviciat et y ouvre un pensionnat d'un genre tout nouveau avec l'appui de Mgr Colbert, archevêque de Rouen et de Nicolas Camus de Pontcarré, Premier Président au Parlement de Normandie. Il y vécut de 1705 à 1709 et de 1715 à sa mort, en 1719.
L'école professionnelle que Jean-Baptiste de La Salle ouvrit à Saint-Yon acquit un tel développement que les travaux de sculpture, de serrurerie et de menuiserie nécessités par l'aménagement de cette vaste institution furent exécutés dans ses propres ateliers. Une partie considérable des jardins servit à des études horticoles ; une autre fut réservée à la botanique. On y établit encore des cours de tricotage et de tissage.
De son côté, le pensionnat répondait à un besoin social, les progrès naissants de l'industrie et du commerce exigeant qu'on donnât aux mathématiques et aux sciences une place plus considérable dans les études. Tout y était enseigné, que ce soit le commerce, la finance, le militaire, l'architecture ou les matières plus traditionnelles, sauf le latin.
Les Frères y construisirent une chapelle dédiée au Saint Enfant-Jésus entre 1728 et 1734, où sera inhumé leur fondateur mort en 1719, ornée de deux statues de saint Joseph et saint Yon sculptées par Marin-Nicolas Jadoulle entre 1763 et 1766 (détruites à la Révolution). De cette chapelle, subsiste la façade classique, l'intérieur de l'édifice a été divisé en deux par une dalle de béton. En 1991, l'édifice (crypte) est inscrit au titre des monuments historiques.
Dans la seconde moitié du XVIIIe siècle, la maison d’éducation servit également de prison et d'asile d’aliénés.
Après le départ des Frères sous la Révolution, Saint-Yon servit successivement de prison révolutionnaire, d'hôpital, de caserne et de dépôt de mendicité (1812).
Reconverti en asile d'aliénés par le conseil général de Seine-Inférieure, une nouvelle aile fut construite de 1822 à 1830 par Grégoire et Jouannin à cet effet. De 1825 à 1848, l’asile Saint-Yon, l’un des premiers asiles pour aliénés de France, innova dans la production de statistiques sociales et morales : ces travaux statistiques reçurent un réel écho aussi bien auprès des cercles médicaux et intellectuels rouennais que des administrations locales et nationales,,. Le médecin en chef Achille-Louis Foville est remplacé par Maximien Parchappe en 1834. À la suite de la construction en 1849 d'un asile d'aliénés pour les hommes au hameau de Quatre-Mares à Sotteville-lès-Rouen, l'asile est ensuite réservé exclusivement aux femmes. En 1856, Bénédict Augustin Morel (1809-1873) est nommé médecin-chef de l'asile. Ce sont les Sœurs de Saint-Joseph de Cluny qui s'occupent des soins. Le 27 avril 1873, Jean Louis Rousselin (1823-1902) succède au docteur Morel. Il transfère les services et devient le directeur du nouveau Saint-Yon le 30 décembre 1878.
En 1881, une École normale d’instituteurs, œuvre de l'architecte Lucien Lefort, y est construite. Charles Angrand et Pierre Mac Orlan y furent étudiants.
Durant la Première Guerre mondiale, l'Union des femmes de France y crée l'hôpital auxiliaire no 103 pour y soigner les soldats blessés sur le front.
Le monument aux morts de l'école normale primaire devant la façade est dû au statuaire Alphonse Guilloux et à l'architecte Victorien Lelong. Le président de la République Alexandre Millerand s'y rend pour déposer une gerbe le 27 juillet 1921.
En 1963, l'École normale déménage à Mont-Saint-Aignan. Dans les années 1970, s'y trouvait le collège Alexis-Carrel puis le collège Jean-Lecanuet.
L'ancienne chapelle abrite de 2005 à 2011 la Cité des métiers de Haute-Normandie. 
Dans les années 2000, le manoir est acquis et restauré par le Conseil régional Haute-Normandie. Une grande voûte translucide en ETFE est installée à l'emplacement de l'ancienne cour couverte d'une verrière. L'ensemble des bâtiments accueille depuis 2012 le Pôle régional des Savoirs sous le nom d'Atrium. Son accès se fait par le no 115 boulevard de l'Europe.

## Accès
Ce site est accessible par la station de métro : Europe.